# Panama Railway
La Panama Railway fu la prima ferrovia transcontinentale in assoluto, seppur lunga solo 48 miglia (77 chilometri), in quanto unì l'oceano Pacifico con l'oceano Atlantico già nel 1855, 14 anni prima della più celebrata (ed inequivocabilmente più lunga) transcontinentale nordamericana.

## Storia

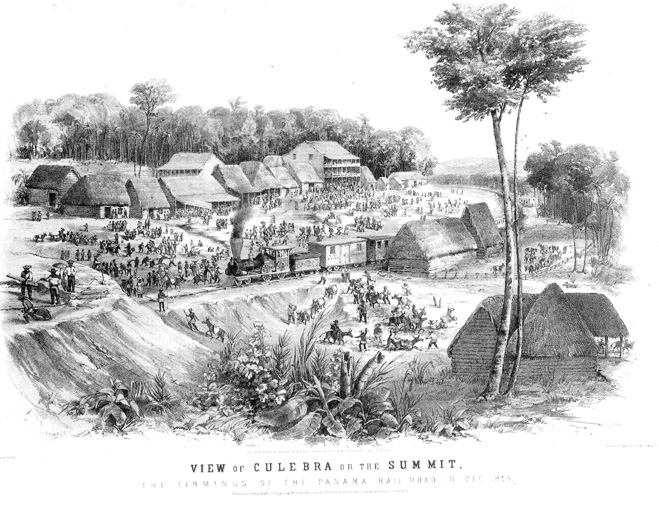
Lavori di costruzione della Panama Railway

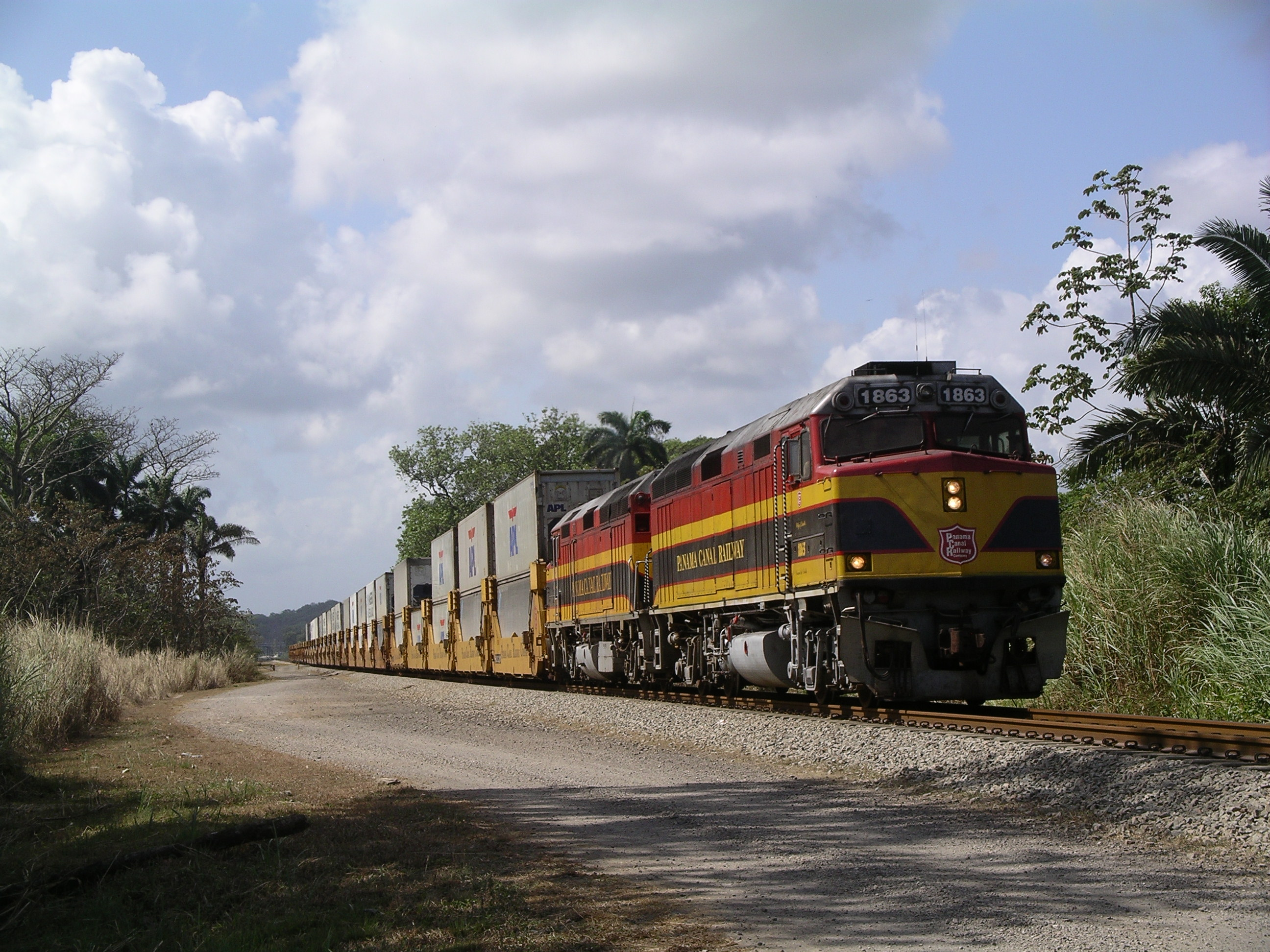
Treno intermodale trainato da una doppia di locomotive diesel elettriche EMD FP40

### Contesto
Simón Bolívar già alla fine degli anni venti del XIX secolo aveva commissionato uno studio su tale tracciato; la linea era stata giudicata fattibile, ma non si diede seguito al progetto.
A quei tempi, per recarsi da un capo all'altro degli Stati Uniti d'America serviva circa un anno di viaggio disagevole e pericoloso e la posta, le poche merci ed i ricchi passeggeri preferivano affrontare con navi a vela il temuto Capo Horn, tutto sommato meno pericoloso.
Nel 1836 il problema era così sentito che il presidente statunitense Andrew Jackson commissionò un altro studio ed acquisì dal governo colombiano, che ai tempi controllava la regione, la concessione per la realizzazione della linea. Una crisi economica fece naufragare anche questo secondo progetto e stessa sorte ebbe due anni dopo un progetto francese.
Intanto lo sviluppo della rete ferroviaria atlantica degli Stati Uniti stava accorciando i tempi di attraversamento del continente, che rimanevano sempre altissimi in termini assoluti; nel 1865, alla vigilia della realizzazione della transcontinentale nordamericana, servivano ancora sei mesi per la traversata completa.

### Costruzione
Dopo l'acquisizione della California nel 1848 e lo scoppio della Corsa all'oro nel 1849, il traffico di persone e merci tra le due sponde nordamericane aumentò a dismisura, e quindi il progetto di questa ferrovia tornò in auge con prepotenza.
Nonostante il grande interesse e la brevità del percorso, la natura dei terreni e il vigore della rigogliosa natura resero comunque difficile la costruzione della ferrovia, che venne inaugurata il 14 gennaio 1855 con i due capolinea a Colón e a Panama.

### Sviluppo e declino
Decenni dopo, la presenza di tale linea fu fondamentale per la realizzazione del Canale di Panama, che tuttavia al momento della sua apertura, nel 1912, la privò della sua principale funzione, relegandola a un modesto traffico locale. La costruzione del canale comportò anche la modifica del tracciato a causa della costruzione di un lago artificiale.
La seconda guerra mondiale ridiede importanza alla linea in seguito all'aumento del traffico marittimo; la progressiva estensione del traffico merci su container e la trasformazione del traffico marittimo nella seconda metà del XX secolo portarono la ferrovia quasi alla chiusura.

## Ricostruzione

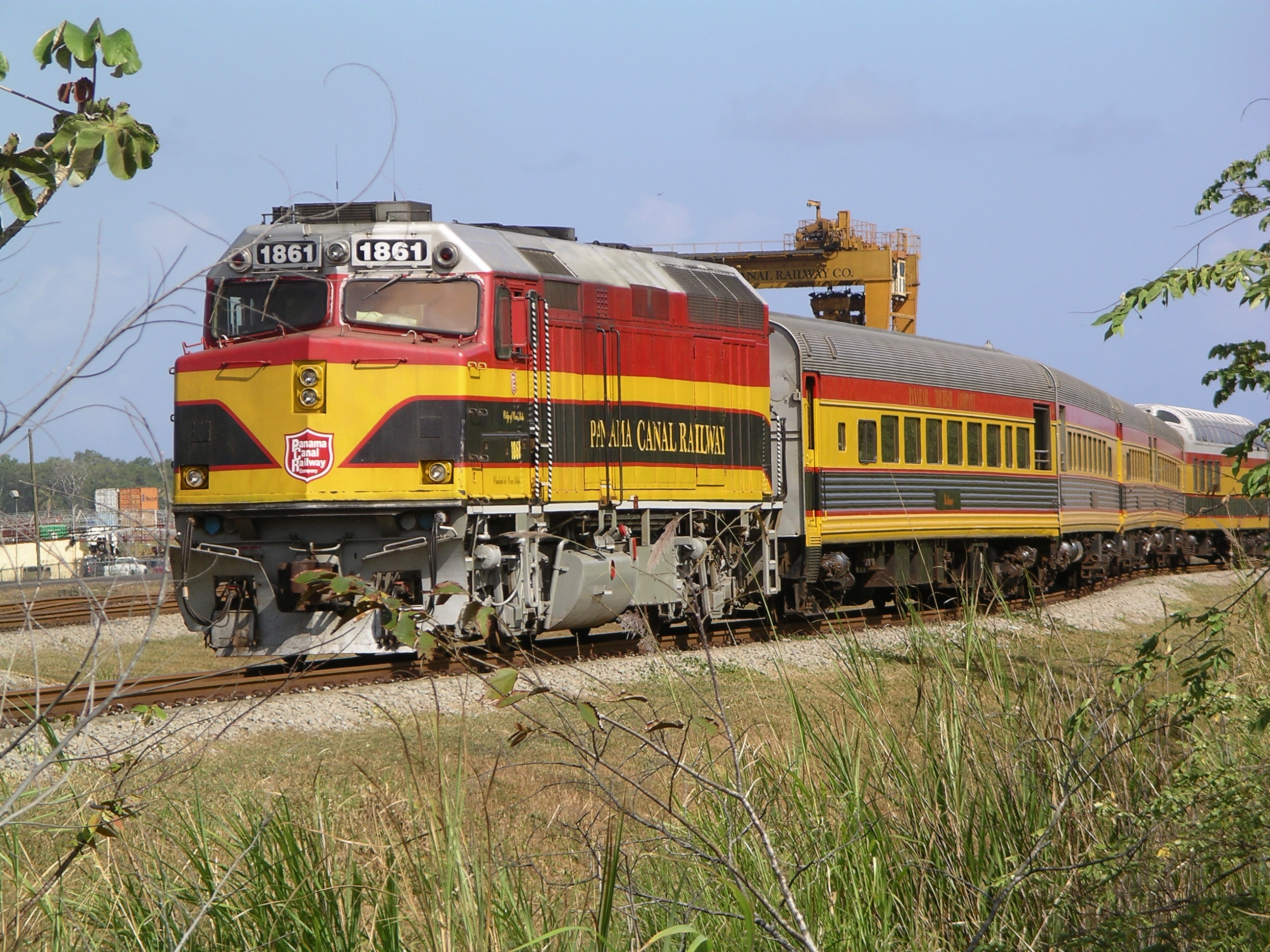
Treno passeggeri della linea trainato da una locomotiva diesel-elettrica, in arrivo a Colon

L'esplosione dei commerci mondiali alla fine del XX secolo ha portato il canale di Panama alla saturazione; la linea ha così riacquistato importanza. Nel 2001 è stata inaugurata  con l'adozione dello scartamento normale (1435 mm) al posto di quello largo (1524 mm). Sono state ricostruite tutte le infrastrutture e la dotazione del parco rotabili. A Colón e a Balboa Harbour sono stati costruiti due terminal container mentre le stazioni passeggeri sono state costruite a Colon e a servizio della capitale. i treni effettuano il servizio trasporto container in un tempo di sei volte inferiore a quello richiesto via canale. Dal 2009 si parla di un raddoppio dei binari.